# Fokker D.XXI
A Fokker D.XXI vadászrepülőgépet 1935-ben tervezték a Királyi Holland Kelet-indiai Hadsereg Légiereje (Militaire Luchtvaart van het Koninklijk Nederlands-Indisch Leger, ML-KNIL) számára. Ennek egy kis, olcsó, de erős repülőgép felelt meg, melynek teljesítménye kielégítette a korabeli követelményeket. A gép felbecsülhetetlen szolgálatot tett a második világháború elején a Királyi Holland Légierő és a Finn Légierő kötelékében és egy néhány épült a spanyol polgárháború alatt az El Carmoli gyárban is, amíg a nacionalisták kezére nem került.

## Tervezés és fejlesztés

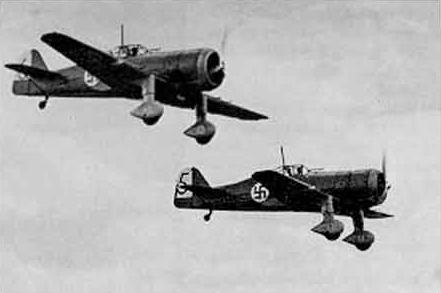
Fokker D.XXI a Finn légierő kötelékében a II. világháború alatt

A Fokker D.XXI alsószárnyas monoplán volt acélcső szerkezetű törzzsel, melyet részint vászonnal burkoltak. A Fokker tervezési hagyományait követve a gép szárnya fából készült és burkolt merev futóműve volt. A hajtóműként egy Bristol Mercury léghűtéses csillagmotor szolgált, mely háromágú légcsavart hajtott. Amikor 1938-ban első példányai a Holland Hadsereg Légi Csoportjához kerültek, ez hatalmas előrelépést jelentett az elavult, nyitott pilótafülkés kétfedelű vadászgépekhez képest. Az új Fokker igen erőteljes repülőgépnek bizonyult, mely zuhanórepülésben alkalmas volt a 700 km/h sebesség elérésére is.

## Szolgálatban
1936-ban néhány Fokker D.XXI vadászgépet a Spanyol Köztársaság bevetett a polgárháborúban. Az ML-KNIL ugyan törölte megrendelését, de a Holland Királyi Légiflotta feladott 36 darab vadászgépre rendelést, melyet a gyár időben teljesített ahhoz, hogy a gépek részt vegyenek a Luftwaffe ellen 1940 májusában a Hollandiáért vívott légiharcokban. Bár a gép sokkal lassúbb és fegyverzete is gyengébb volt mint a Bf 109é, nagy meglepetésre közelharcban igen eredményesnek bizonyult fordulékonysága miatt. Ugyancsak egyike volt azon kevés vadászgépeknek, melyek követni tudták a Stuka bombázókat zuhanás közben. Sajnos a Luftwaffe számbeli fölénye a Luchtvaartafdeelingal szemben a legtöbb holland Fokker D.XXI megsemmisítését eredményezte a harcok folyamán. Néhány gép a németek hadizsákmánya lett, de ezek sorsa a harcok befejezése után ismeretlen.
A Fokker D.XXI sokkal hosszabban szolgált a Finn Légierő kötelékében, mely hadrendbe állított számos licencben épült vadászgépet a téli háború előtt. A szovjet légierő repülőgépeivel szemben a Fokker egyenrangú volt és erős felépítésével, csillagmotorjával és merev futóművével tökéletesen megfelelt a kemény finnországi követelményeknek. Később, az újabb szovjet típusokkal szemben, a Fokker D.XXI már túlságosan kis teljesítményűnek és gyenge fegyverzetűnek mutatkozott (csak négy 7.92 mm-es géppuskája volt), ezeknek már nem volt egyenrangú ellenfele. Tervezték, hogy a Fokkereket két 20 mm-es ágyúval fegyverzik fel, de ezt végül elvetették, mindössze egyetlen gépet alakítottak át így. Egy másiknál a futóművet cserélték ki behúzhatóra, de mivel ez a változtatás alig növelte meg a gép teljesítményét, nem folytattak sorozatgyártást. A háború későbbi éveiben 1941-1944 között a Finn Állami Repülőgépgyár (Valtion Lentokonetehdas, VL) még legyártott mintegy 50 Fokker D.XXI-et svéd gyártmányú Pratt & Whitney R-1535 Twin Wasp Junior motorral, mivel a Bristol Mercury szállítása megszakadt. Ezt a géptípust fel lehet ismerni a pilótaülés burkolatának áramvonalasabb kiképzéséről és arról, hogy több ablakkal rendelkezett, mint a korábbi típusok. Néhány finn pilóta vadászrepülő ásszá lett a Fokker D.XXI-et repülve, a legkiválóbb közülük Jorma Sarvanto lett, aki 17 légi győzelméből többet Fokkerrel vívott ki. Több más ász legalább egy győzelmet Fokkerrel aratott. A legtöbb győzelmet, tízet az FK-110 géppel aratták, ez a gép túlélte a háborút és a Finnországi Központi Aviatikai Múzeumban lett kiállítva.

## Változatok
- D.XXI-1 : Az első sorozat repülőgép, melyet Dániának szállítottak. Két példány épült belőle.
- D.XXI-2 : 36 példányt szállítottak az RNLAF számára. Összesen 53 darabot gyártottak le.
- D.XXI-3 : Finnországban licenc alatt gyártott D.XXI-2s. Összesen 38 darab készült.
- D.XXI-4 : Javított D.XXI-3,hajtómű: 825 LE-s (615 kW) R-1535-SB4C-G Twin Wasp Junior motor. Összesen 50 darab készült.
- D.XXI-5 : Javított D.XXI-4, hajtómű: 920 LE-s (686 kW) Bristol Pegasus csillagmotor. Összesen 5 darab készült.
- Project 150 : Tervezett verzió Bristol Hercules csillagmotorral. Egyetlenegy sem készült.
- Project 151 : Tervezett verzió Rolls-Royce Merlin motorral. Egyetlenegy sem készült.
- Project 152 : Tervezett verzió Daimler-Benz DB.600H motorral. Egyetlenegy sem készült.

## Üzemeltetők
Dánia
- Dán Királyi Légierő - 7 gépet vásárolt és 15-öt gyártott licenc alapján

 Finnország
- Finn Légierő - 7 gépet vásárolt, 90 darabot licenc alapján gyártott

 Harmadik Birodalom
- Luftwaffe (Wehrmacht) - ismeretlen számú holland repülőgépet használt

- Holland Királyi Légierő - 36 vadászgépet üzemeltetett

 Spanyol köztársaság
- Spanyol Köztársasági Légierő

## Műszaki adatok (D.XXI)
- Személyzet: 1 fő

### Méretek
- Hossz: 8,2 m
- Fesztáv: 11,0 m
- Magasság: 2,95 m
- Üres tömeg: 1594 kg
- Legnagyobb felszálló tömeg: 1970 kg

### Hajtómű
- Motor: Bristol Mercury VIII léghűtéses, 9-hengeres csillagmotor
- Teljesítmény: 618,76 kW (830 LE)

### Repülési teljesítmények
- Legnagyobb sebesség: 460 km/h
- Utazósebesség: 429 km/h
- Soha nem elért tervezett sebesség: 700 km/h
- Hatótáv: 930 km
- Csúcsmagasság: 11 500 m
- Emelkedési sebesség: 6000 m 7 min 30 sec

### Fegyverzet
- 4 × 7,92 mm FN Browning M36 géppuska